# Corazón del Mar

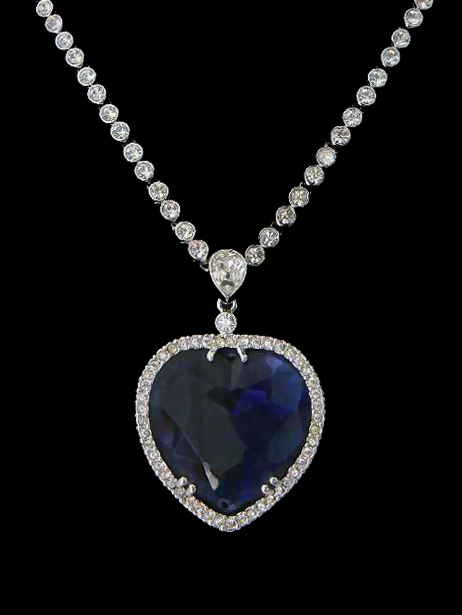
Réplica del Corazón del Mar.

El Corazón del Mar o Corazón de la Mar (en inglés: Heart of the Ocean; en francés: Cœur de la Mer) es un diamante azul ficticio que aparece prominentemente en la película Titanic de 1997. En la historia, la piedra de cincuenta y seis quilates perteneció originalmente a Luis XVI y fue cortada para darle forma de óvalo después de la Revolución francesa. En la película, el diamante es parte de un collar que fue comprado por el magnate metalúrgico Caledon Hockley —interpretado por Billy Zane— una semana antes de abordar el transatlántico RMS Titanic. El collar era un regalo de compromiso para su novia, Rose DeWitt Bukater, interpretada por Kate Winslet y Gloria Stuart.

## Origen
La historia del diamante Hope comparte varias similitudes con la del Corazón del Mar, excepto porque el primero nunca estuvo a bordo del RMS Titanic. En la película Titanic de 1943, un diamante azul también juega un rol importante. En esta cinta, la joya es robada, lo cual genera un quiebre dramático en una relación romántica, similar a la película de 1997.

## Película de 1997
En el filme de 1997, el cazador de tesoros, Brock Lovett (Bill Paxton), busca un invaluable collar que —él cree— yace junto al pecio del RMS Titanic. Lovett explica que el collar se hizo con un gran diamante azul que Luis XVI de Francia llevaba en su corona real. Poco después de la ejecución del Rey en 1793, el diamante fue cortado para darle forma de corazón, por lo que fue bautizado como Corazón del Mar. La historia del Corazón del Mar es parecida a la del diamante Hope, excepto porque este último fue llevado por Luis XIV en un collar real. El presentimiento de Lovett sobre el destino del diamante parece confirmarse cuando su equipo rescata un dibujo en el que se ve a una mujer desnuda luciendo el collar. El retrato tiene como fecha el 14 de abril de 1912, el día que el RMS Titanic se hundió.

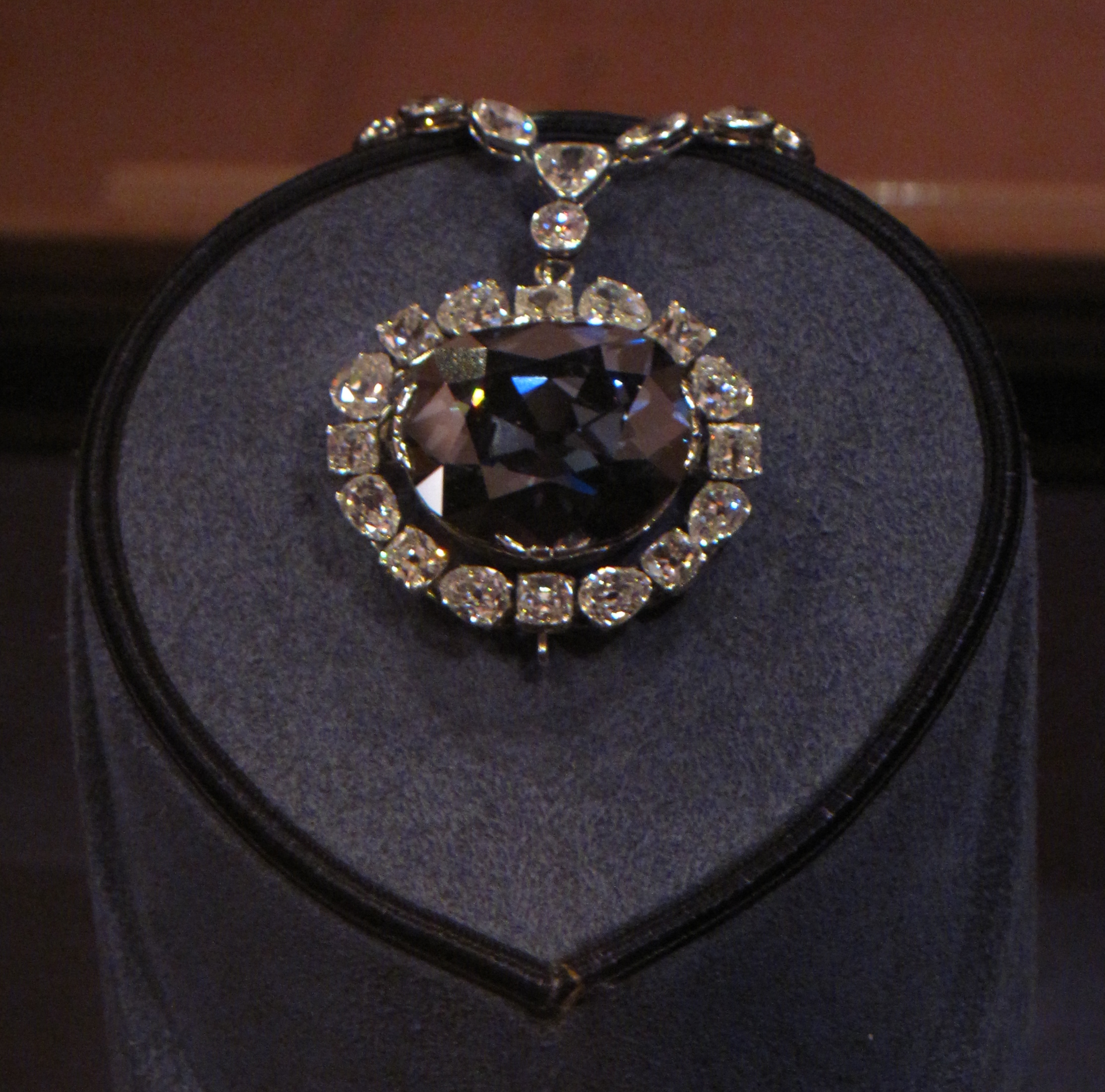
El diamante Hope.

Más tarde, una anciana (Gloria Stuart) ve el descubrimiento de Lovett en el noticiero e inmediatamente contacta al equipo de investigadores. Asegurando que es la mujer del dibujo y Rose DeWitt Bukater, es llevada de inmediato al remolcador de Lovett. Allí, Rose pide ver el retrato. Lovett le muestra además otros objetos rescatados por la expedición, específicamente aquellos que se encontraron en el camarote que ella habitó. En esta escena, Lovett revela el origen del diamante y añade que, de ser hallado, valdría más que el diamante Hope. Mientras examina un peine con forma de mariposa, Rose se emociona y comienza a brindar detalles de su estadía a bordo del RMS Titanic. Durante la película, la perspectiva del público se alterna entre el pasado y el presente mientras Rose comparte sus recuerdos. Rose revela los íntimos detalles de su relación con el autor del retrato, Jack Dawson (Leonardo DiCaprio), la cual termina trágicamente con el naufragio.
La noche del hundimiento, el diamante pasa de mano en mano entre Rose y Jack después de que se enamoran. Esto lleva a que el celoso novio de Rose, Cal, culpe a Jack de robar la joya. Cuando es evidente que la embarcación no era inhundible como se creía, Cal regresa a su camarote y vacía su caja fuerte, guardando el collar en el bolsillo de su abrigo. Más tarde, Cal le pone el mismo abrigo a Rose mientras ella sube a un bote salvavidas, olvidando la joya en el bolsillo. Al final de la película, la anciana Rose camina sola por la popa del remolcador, abre su mano y revela que ha poseído el collar todos estos años. Mientras lo contempla, Rose recuerda cuando llegó a Nueva York en 1912 a bordo del RMS Carpathia y descubre el collar en su abrigo. De vuelta al presente, una sonriente Rose deja caer el diamante al océano. En un final alternativo, Rose le muestra el Corazón del Mar a Lovett. Él alcanza a sujetarlo un segundo antes de soltarlo.

## Diseño
La joyería londinense Asprey & Garrard usó zircones cúbicos engastados en oro blanco para crear un collar de estilo eduardiano que sería utilizado como utilería en la película. Asprey & Garrard diseñó y produjo tres collares distintos. Dos de ellos aparecieron en el filme, mientras que el tercero no se usó hasta que la película ya se había estrenado. Los tres collares son conocidos comúnmente como «la utilería original», el «collar J. Peterman» y el «collar Asprey», respectivamente. Todos son muy similares, pero tienen detalles que los diferencian.

### Collar original
La pieza original fue la que se vio durante la película. Este collar posee una gran piedra de tanzanita azul con la forma de un corazón sin hendidura rodeado de zircones cúbicos blancos de talla redonda engastados en oro blanco. La cadena está adornada por una mezcla de zircones blancos de talla redonda, de pera y corte marquesa. El mosquetón de este collar es un zircón blanco con forma de corazón unido a una gema blanca redonda que a su vez está adosado a la jaula de la piedra principal.

### Collar J. Peterman
Esta denominación no oficial se debe a que la compañía J. Peterman Company adquirió el collar a través de una venta de utilería de la película. Este diseño en particular tiene un zircón cúbico de color azul con forma de corazón. La piedra principal está rodeada por zircones circulares e incluye una piedra blanca redonda en la parte superior, justo donde se une al resto del collar. La cadena está compuesta por zircones blancos redondos con una pera de zircón más grande como mosquetón. Esta pieza aparece brevemente en la película, en la escena donde Caledon saca la joya de su caja fuerte durante el hundimiento. J. Peterman Company compró la pieza por menos de 1000 dólares y su paradero se desconoce desde que la compañía se declaró en bancarrota en 1999.

### Collar Asprey & Garrard
La tercera versión del collar no fue utilizada en el rodaje. Después del éxito de la película, Asprey & Garrard crearon un verdadero Corazón del Mar con el diseño original. El resultado fue un zafiro de Sri Lanka de 171 quilates (34,2 gramos) con forma de corazón, rodeado por 103 diamantes blancos. Esta pieza contiene un zafiro con forma de pera invertida mucho más grande, con una pequeña hendidura en la parte superior para darle la forma de corazón. La cadena también está adornada con una mezcla de diamantes blancos con forma redonda, de pera y corte marquesa. El mosquetón contiene un diamante blanco con forma de corazón junto a otro diamante redondo adherido a un diamante con forma de pera invertida que, a su vez, está adosado a la jaula de la gema principal. 
Este collar fue donado a la casa de subastas Sotheby's en Beverly Hills para ir en beneficio de la fundación de la princesa Diana de Gales y de la Aid For AIDS de Carolina del Sur. Fue vendido a un comprador anónimo por 1,4 millones de dólares, teniendo como condición que la cantante Celine Dion pudiese usarlo dos noches después durante la ceremonia de los premios Óscar de 1998. Desde entonces, este collar no ha vuelto a ser exhibido en público.

## Reproducciones
Después del estreno de la película de 1997, la compañía J. Peterman Company comercializó reproducciones del collar menos costosas. Estas copias tenían 137 cristales austriacos y un pendiente desmontable con un «diamante azul» falso y estaban empacadas en una caja de color azul marino. Estas fueron las únicas reproducciones oficiales del collar y en la actualidad aún se pueden encontrar en el mercado secundario.
- Datos: Q1069357